# مصطلحات تشريحية
المُصطلحات التشريحيّة (بالإنجليزية: Anatomical terminology)‏ هي تعبيرات يستعملها خبراءُ علم التشريح وخبراء علم الحيوان في المجلّات العلمية والكتب الدراسية وتُستخدم كذلك بواسطة الأطباء والعاملين الآخرين في مجال الصحة. المصطلحات التشريحية تحتوي على الكثير من التعبيرات المختلفة والتي قد تسبب التباسًا والتي تصف الموقع التشريحي وكذلك وظيفة التراكيب المختلفة في الجسم، وبواسطة هذه المصطلحات، يأْمل العلماء أن يكونوا أكثر دقة وأكثر تجنبًا للأخطاء والغموض. فمثلًا، هل النُدبة التي فوق الرُسغ تقع على بُعد اثنين أو ثلاث بوصات من اليد؟ أَمْ أنها تقع على باطن اليد؟ هل تقع على راحة اليد؟ أم على ظهر اليد؟ وباستخدام المصطلحات التشريحية الدقيقة، يزولُ الغموض.
تُستمد المصطلحات التشريحية من اللغة الإغريقية القديمة واللغة اللاتينية، تلك اللغات التي لم تعد تُستخدم في المحادثات اليومية، ولذلك معاني كلماتهما لا تتغيّر. والمعيار الدولي الحالي هو ترمينولوجيا أناتوميكا أَيْ علم المصطلحات التشريحية.

## تكوين الكلمة
تتكون المصطلحات التشريحية من أصول، سوابق ولواحق. الأصل وهو مصطلح غالبًا ما يشير إلى عضو، نسيج أو حالة، في حين أن السابقة أو اللاحِقة في كثير من الأحيان تقوم بوصف ذلك الأصل. فمثلًا، في حالة مرض ضغط الدم المرتفع "Hypertension"، السابقة "-hyper" تعنى مرتفع أو متجاوز للحد الطبيعي، والأصل "tension" تعني ضغط وفي النهاية "hypertension" تعني ارتفاع ضغط الدم عن الُمَعدل الطبيعي.
وغالبًا ما تُستمد الأصول، السابقات واللاحقات، من اليونانية أو اللاتينية، وغالبًا ما تختلف تمامًا عن شبيهاتها في الإنجليزية من حيث المعنى.
الأسماء اللاتينيّة للتراكيب الجسدية أو الأشياء المختلفة مثل musculus biceps brachii يُمكن تقسيمها بحيث أنّ musculusتعني عضلة وbiceps تعني ذات الرأسين وbrachii تعني العضُديّة مُشيرةً إلى علاقتها بالعضُد كجُزء من الذّراع. فالكلِمة الأولى تخبرنا عمّا نحنُ بصددِ الحديثِ عنهْ والثانية تعطي لهُ وصفاً والأخيرة تشيرُ إلى مكانِه.[بحاجة لمصدر]
عندما نصفُ موقع التراكيب التشريحيّة فإنّنا نصفُها على حسبِ علاقتها بمعالم أو نقاط استدلال تشريحية مُجاوِرة. وهذه المعالم قد تشمل السرة أو عظمة القَص مثلًا، ومنَ المُمكن أيضًا الاستدلال بالخطوط التشريحيّة مثلَ «خط منتصف التُرقوَة».
كلمة cephalon تُشير إلى الرأسْ بوجهٍ عام. والتي تنقسِم بدورِها إلى cranium والتي تعني (جمجمة) وfacies والتي تعني (وجه) وfrons والتي تعني (جبهة الرأس) وoculus والتي تعني (منطقة العين) وauris وهي (الأذن) وbucca وهي تعني (الوجنتين) وnausus وتعني (الأنف) وoris وتعني (الفَم) وأخيرًا mentis وتعني (الذقن). ومنطِقة الرّقبة تُسَمّي cervix بمعنى العُنُق. وبُناءً على ذلِك فهُنالك الكثير من التراكيب كعضلات أو عُقَد ليمفاويّة أو أغشِية مُسمّاة بحيثُ تعود أسماؤها إلى تلكَ المعالِم التشريحيّة مثلَ frontlais muscle أيْ العضلة الجبهيّة وbuccal membrane أو الغشاء الفموي أو الوجني نسبةً للوجنتين. وorbicularis oculi muscle وتعني العضلة الدويريّة العينيّة.
في بعض الأحيان، يتم استخدام مصطلحات فريدة من نوعها للحد من الارتباك واللّبس في أجزاء مختلفة من الجسم. على سبيل المثال، يتم استخدام مصطلحات مختلفة عندما يتعلق الأمر بالجمجمة حسب اختلاف منشأها الجنيني وعلى حسب درجة مَيلها في الحيوانات المختلفة فمثلًا Rostral والتي تعني قريب من مقدمة الأنف وهذا خاصّ بالجمجمة في حين أنهُ على مستوى الذّراع يتمّ استخدام مصطلحات أخرى للحد من الغموض أو عدم الوضوح بين ما هو في الذراع من «الأمام»، من «الخلف»، من «الخارج» أو من «الداخل» ولهذا السبب، يتم استخدام المُصطلحات أدناه:
- Radial أو كُعبري نِسبةً إلى radius وهي عظم الكُعبُرة الواقعة في الطرف الخارجي للساعِد، أيْ الغير قريب من الجسم في الوضعيّة التشريحيّة القياسيّة.
- Ulnar أو "زِندي نِسبةً إلى ulna وهي عظم الزِند والتي تقع في الطرف الداخلي من السّاعِد المُواجِه للجسم في الوضعيّة التشريحيّة القياسيّة أيضًا.

وُتستخدم مصطلحاتْ أخرى أيضاً لوَصف تحرُّكات اليدين والقدمين، وغيرها من الاعضاء والتراكيب الجسدية مثل العين.

## نبذة تاريخيّة
تُستخدَم المُصطلحات الوصفيّة الدوليّة من قِبَل كُليات الطّب وطِب الأسنان وغيرها من مجالات العلوم الصحية. فهي تُسهل التواصل والتبادُل بين العلماء من ُمُختلف دُول العالم، ويتِم استخدامُها يوميًّا في مجالات البحوث العلمية والتعليم والرعاية الطبية. وتُعتبَر المصطلحاتُ الوصفّية الدوليّة للعلوم المورفولوجية كفرع من العلوم البيولوجية. وفي هذا المجال، يتم فحص الشكل والهيكل وكذلك التغييرات أو التطورات التي تحدث في الكائن الحي بشكلٍ وصفي ووظيفي. في الأساس فإنه يغطّي الصفة التشريحيّة والصورة المجهريّة للكائنات الحية. وبدورِها أيضًا تشتمِل على كلٍّ من علم الأجنّة وتشريح الكبار. ويشمل أيضًا علم التشريح المقارن بين الفصائل المختلفة. المفردات واسعة ومتنوعة ومُعَقدة، ولذلك فإنها تَتطلب عرضاً منهجياً ُمُنظماً.
في المجال الدولي هُناكَ مجموعة منَ الخُبراء تستعرٍض وتُحلل وتناقش المصطلحات المورفولوجية أوالشكلية لمكوّنات وأجزاء الجِسم البشري، وتمَّ تشكيل لجنة المصطلحات (FICAT) من الاتحاد الدولي لرابطات علماء التشريح (IFAA). والتي تتعامل مع المصطلحات التشريحية والنسيجية والجنينيّة أيضًا.
أمّا على مستوى أمريكا اللاتينية، فَهُناكَ مجموعة منَ الاجتماعات يُطْلَق عليها إيبيرية أمريكا اللاتينيّة (SILAT)، حيث قام مجموعة من الخبراء في الرابطة الأمريكية للتشريح (PAA) والتي تتحدّث الأسبانية والبرتغالية بنشر ودراسة المصطلحات المورفولوجية الدوليّة.
ويستند المعيار الدولي الحالي للمصطلحات التشريحية البشريّة على Terminologia Anatomica أو العلم القائم على المصطلحات التشريحيّة كما سبق ذكره. والذي قدْ تم تطويره من قبل اللجنة الإتحاديّة الخاصة بالمصطلحات التشريحيّة (FCAT) والاتحاد الدولي لجمعيات علماء التشريح (IFAA)، وقد تمَّ الإعلان عنهُ عنه في عام 1998. والتي حلّت محلّ نومينا أناتوميكا Terminologia Anatomicaتشتمل على مصطلحات لحوالى 7500 تشريحاً عينياً لأجزاء الجسم البشرى
التشريح المصغر الذي يسمى بعلم الأنسجة علم الأنسجة يوجد به أيضاً معيارٌ مشابه يُدعَى Terminologica histologica ومن أجل علم تشريح الأجنة فهناكَ معيارٌ آخر يدعى Terminologia Embryologica.هذه المعايير مُجتمعة تخصص بشكلٍ عام الأسماء المقبولة والتي يمكن استخدامها للإشارة عن التراكيب التشريحية والنسيجيّة في المقالات الصحفية، الكتب الدراسية وأيّة أماكن أخرى.

## الموقع
المصطلحات التشريحيّة عادةً ما تُختار أو تُستخدم لتسليط الضوء على الموقِع النِّسبى لمُكوّنات الجسم، فعلى سبيلِ المِثال فإن عالم التشريح قد يقوم بوصفِ مجموعة من الأنسِجة على أنّها تحت مجموعة أخرى وأيضًا باستطاعة الطبيب أن يصف الورم على أساس كونِه «سطحيًا» أو «عميقاً» في الجسم.

### الوضعيّة التشريحيّة

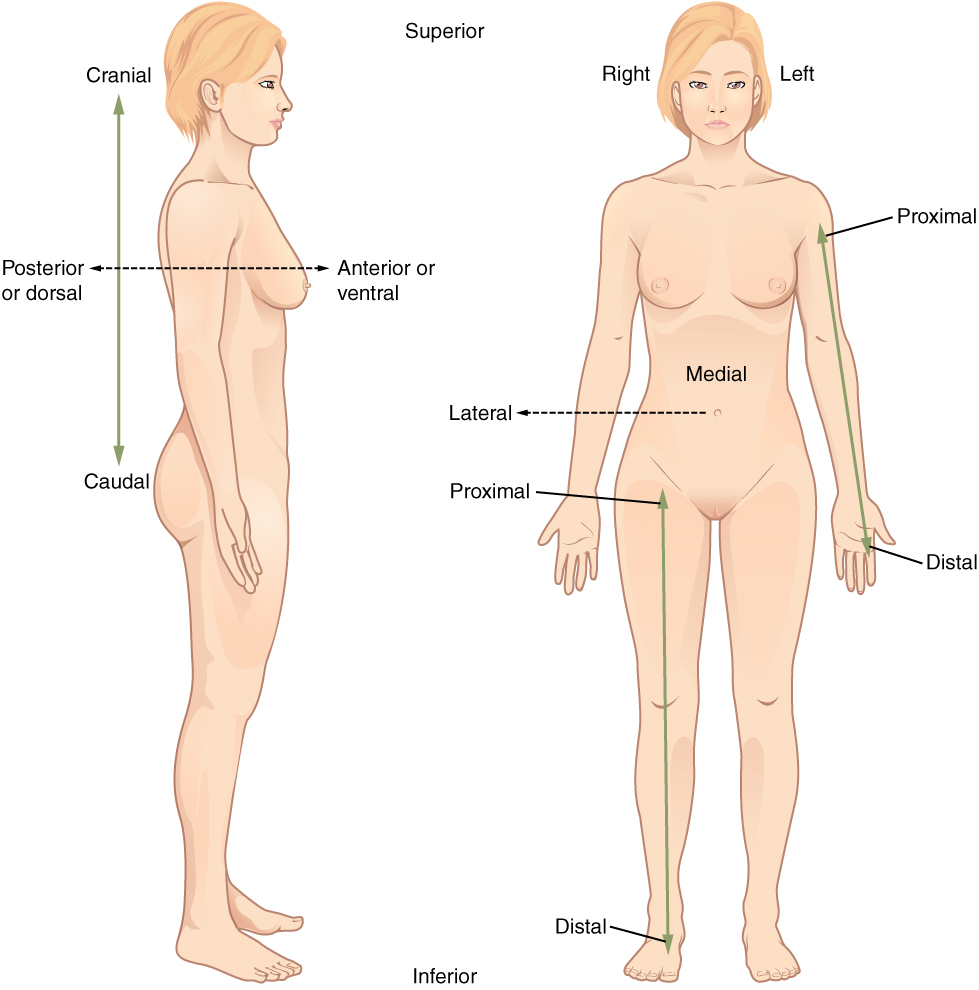
الوضعية التشريحية مع مصطلحات نسبية للمواقع في الجسم

المصطلحات التشريحيّة (Anatomical terms) المُستخدَمة لوصفِ الموقِع هي في الأصل قائمة على كوّن الجسم في وضعٍ يُطلق عليه الوضعيّة التشريحيّة القياسيّة standard anatomical position . تلكَ الوضعيّة التي يكون فيها الشخصُ واقفًا على قدميْه وراحتىْ الكفْ للأمام بينما الإبهام يشير للخارج بعيداً عن الجسم ، تماماً كما في الخرائط حيثُ يكون الشمال دائما بإتجّاه الأعلى. هذا هو الحالُ أيضاً بالنسبة للوضعية التشريحية القياسيّة فهيَ تُعتبر خريطة للجسم في حالة الوقوف بحيث تكون القدمين في حدود عرض الكتفين وموازيةً لهما وأصابع القدم للأمام ويكونُ الطرفان العلويّان متجهان خارجًا على الجانبين وراحتىْ الكف للأمام.
باستخدام الوضعيّة التشريحيّة القياسيّة تقلّ مُعدلات الخطأ والالتباس، وهذا يعني أنه بغض النظر عن وضع الجسم فإن موقع الأعضاء داخله يمكن وصفها بدون غموض.

### المناطق

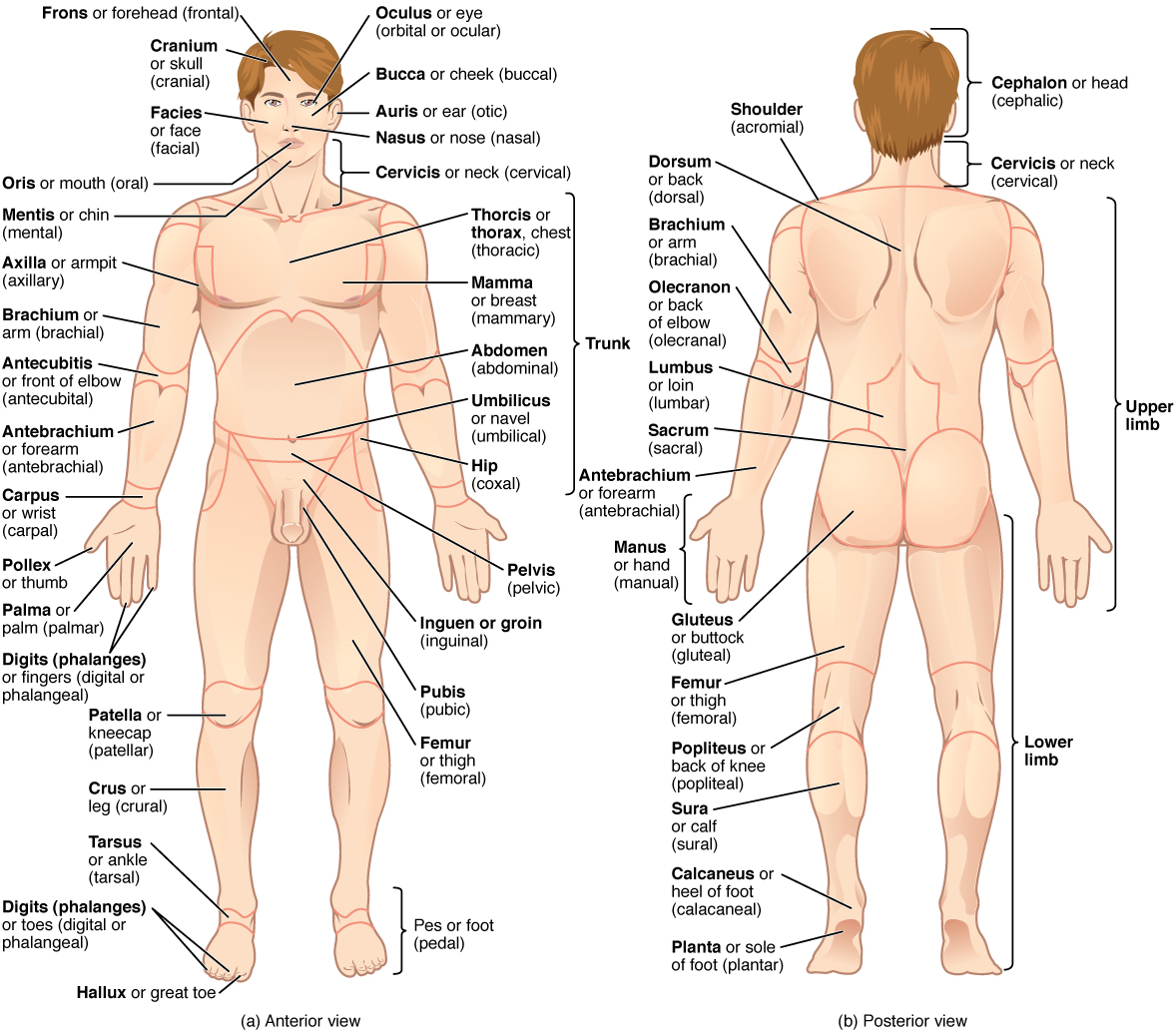
الجسم البشري في الوضعية التشريحية القياسية من الأمام ومن الخلف ومناطق الجسم المختلف مكتوبة بحروف بارزة

تِبعاً لمصطلحات التشريح، فإن الجسم مُقسّم إلى مناطق.الجِذع من الأمام عبارة عن «الصدر» و«البطن» أما الجذع من الخلف بشكل عام فهوَ الظهر أو المنطقة الظَّهرية. وأسفل الظهر يُدعى المنطقة القَطَنيّة وباللاتينية lumbar region . منطقة الأكتاف تُسمّى كتفيّة scapular والمنطقة التي تحتوي على عظمة منتصف الصدر تُسمّى القصيّة sternal.
منطقة البطن هي ما بين منطقتي الصدر chest والحوض pelvis . ومنطقة الثدى breast تُسمى المنطقة الثديية mammary region. ومنطقة حفرة الإبط armpit تُسمى إبطيّة axilla . والسُّرة وما حولها تُسمّى "المنطقة السُّرّية umbilical region. منطقة الحوض pelvic region هي أسفل الجذع تحديداً ما بين البطن والفخذين. المنطقة الأربيّة groin هي منطقة اتّصال الجذع بالفخذين وبمصطلح آخر تسمى inguen أو inguinal region.الذراع كلّه arm يُطلق عليه brachium و brachial تعنى نسبةً إلى الذراع. المنطقة المواجهة للكوع من الأمام تُدعى antecubitis ومايُنسب لتلك المنطقة نصفه بأنه antecubital. المنطقة الخلفيّة من الكوع يُطلق عليها المنطقة الزجية. منطقة السّاعِد تُسَمّى forearm. أما منطقة الرُّسغ أو المعصم wrist تُسمّى المنطقة الرُّسغيّة carpus. أما اليدّ تُدعى manus. باطن الكف يُدعَى المنطقة الراحيّة palmar. إبهام اليد pollex أما الأصابع فَـيُشار إليها بالعُقَل digits أو السُّلاميّات phalanges. منطقة الأرداف تُدعَى gluteus أو gluteal region أىْ المنطقة "الألوية". والمنطقة العانيّة أو العانة pubis .
وقدْ قامَ علماء التشريح بتقسيم الطّرف السُفلي إلى الفخذ وهو ذلك الجزء من الطرف السُفلي الواقِع ما بين الوِرك والرُكبة. ثُمّ السّاق (وهي الجزء من الطّرَف السُّفلى ما بين الرُّكبة والكاحِل). الفخذ يُدعى femur أو femoral region ، وصابونة الرُّكبة أو الرضفة تُسمى patella . في حينِ أنّ الجزء الخلفي من الرُّكبَة popliteus أو popliteal area أي المنطقة «المأبضيّة». السّاق باللاتينيّة أيضاً sural. والمنطقة الخارجية أو الطرفية من السّاق الغير مواجهة للجسم peroneal أي شظوية. الكاحِل tarsus أي رُسغ القدم. كَعب القدَم يُدعى calcaneus أو العقِب. القدم باللاتينيّة pes. ومنطقة باطِن القدم plantar. وكما هُو الحال في أصابع اليد كما هوَ مذكورٌ أعلاه فإنّ الأصابع في القدم أيضاً يُشار إليها بالعُقَل digits أو السُّلاميّات phalanges في حينِ أنّ إصبَع القدم الأكبر hallux أيْ إبهام القدَم.

### البطن

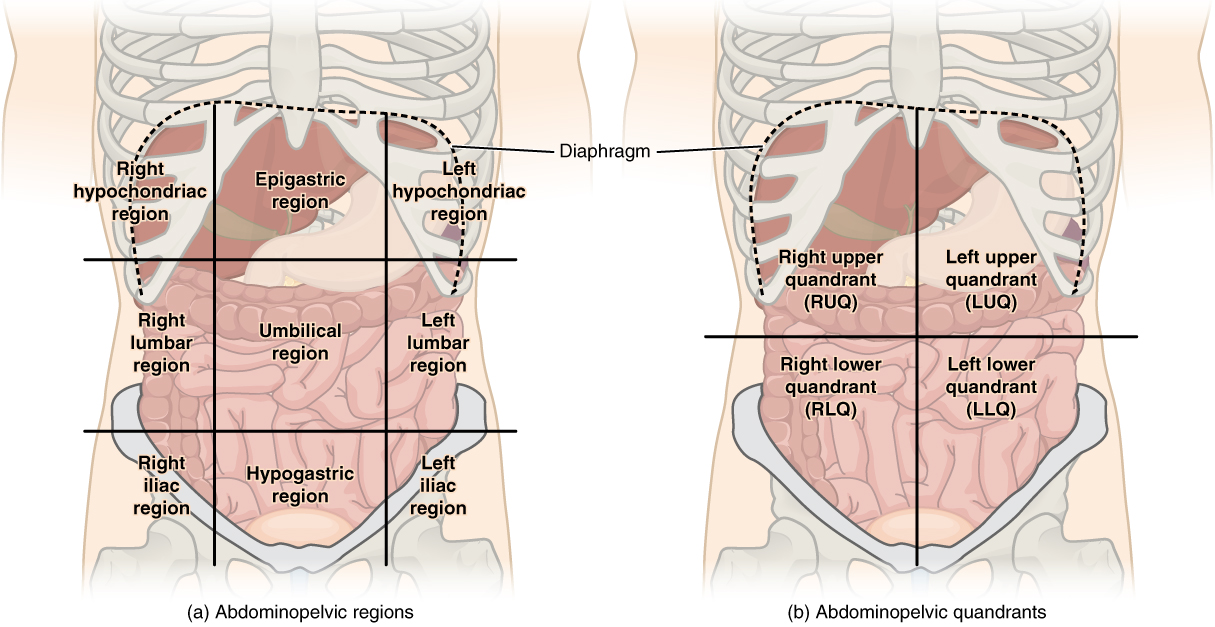
أرباع البطن والتي تستخدم على سبيل المثال في تحديد مكان الألم.

لتعزيز التواصل بوضوح على سبيل المثال عند تحديد موضع الألم في بطنِ مريض أو كُتلة غريبة تثير الشّك تمَّ تقسيم تجويف البطن إلى إمّا تسعِ مناطَق أو أربعة أرباع.
أرباع البطن
يُمكن تقسيم البطن إلى أربعة أرباع والتي تُستخدم بشكلٍ شائع في الطّب. حيثُ يتم تقسيم تجويف البطن بواسطة خطّين أحدهما أُفُقي والآخر رأسي يتقاطعان عند السرة. الرُّبع الأيمن العُلوِي يشتمِل على الأضلُع اليُمنى السُفليّة، الجزء الأيمن من الكبد والجانب الأيمن من القولون المستعرض. الربع الأيسر العُلوِى يشتمل على الأضلع اليُسري السفليّة والمعدة والطحال، وكذلك المنطقة اليُسري العُلوية من القولون المستعرض. الربع الأيمن السُفلِى يشتمل على النصف الأيمن من الأمعاء الدقيقة والقولون الصاعد وعظمة الحوض اليُمنى وكذلك الجزء الأيمن العُلوى من المثانة. وأخيرًا الجزء الأيسر السُفلى من البطن الذي يشتمل على الجزء الأيسر من الأمعاء الدقيقة وكذلك عظمة الحوض اليُسرى.
.
مناطِق البطن
هناكَ نهجٌ آخر أكثر تفصيلاً يقوم بتقسيم تجويف البطن بواسطة خط عرضى يمرُ تماماً تحتَ الأضلع وخط عرضى آخر يمرُ فوقَ منطقة الحوض.كذلك هناكَ خطّين طولييّن ينحدران للأسفل بدايةً من منتصف عظمتى الترقوة clavicle يميناً ويساراً.و هكذا تكون البطن قد قُسّمت إلى تسعِ مناطق.المُربع الأيمن العُلوى يُطلق عليه «ما تحت الأضلع» hypocondrium باللاتينيّة حيثُ السابقة "hypo" تعنى «تحت» والأصل "chondrium" تعنى «ضلوع» ويحتوى هذا المربع على قاعدة الأضلع اليُمنى
وبالمِثل فإن المربع الأيسر العُلوِى left hypochodrium يحتوى على قاعدة الأضلُع اليُسرى.
المنطقة الفوق معديّة epigastric region هي الرُبع الأوسط العُلوِى وتحتوى على الحافّة السُفليّة للكبِد كما تحتوي أيضاً على الجزءالعُلوى للمعِدة.
الحجاب الحاجز ينحنى على شكل حرف U مقلوب خلال الثلاثة مُربعات المذكورة سابقاً.
المنطقة اليُمنى المركزيّة تُدعى المنطقة القَطَنيّة اليُمنى right lumbar region وتحتوى على القولون الصاعد والحافّة اليُمنى للأمعاءالدقيقة.
أما المُربع المركزي يحتوى على القولون المستعرض والأجزاء العليا من الأمعاء الدقيقة.
المنطقة القطَنيّة اليُسرَى left lumbar region تحتوى على الحافّة اليُسري لكُلٍ من القولون المُستعرض والأمعاء الدقيقة.
المربع الأيمن السفلى يُطلق عليه أيضاً المنطقة الحرقفية اليُمنى right iliac region ويحتوى على عظمة الحوض اليُمنى وأيضاً القولون الصاعد.
المربع الأيسر السفلى هو المنطقة الحرقفية اليُسري left iliac region ويحتوى على عظمة الحوض اليُسري والجزء الأيسر من الأمعاء الدقيقة.
و في النهاية فإن المربع الأوسط السفلى يحتوى على قاع عظام العانة والجزء العلوى من المثانة والجزء السفلى من الامعاء الدقيقة.

### مُصطلحات قياسيّة
عندما يشير علماء التشريح إلى اليمين واليسار من الجسم، فإنهم يعنُون الإشارة إلى اليمين واليسار من الشخص نفسه وليس يمين ويسار المراقِب. عند مراقبة الجسم في الوضعية التشريحية، فإنّ يسار الجسم يكون على يمين الشخص المُراقب، والعكس بالعكس.
هذهِ المُصطلحات المُوَحدَة تُجنبك الكثير من الارتباك والتي من أمثلتها::4
- Anterior باللاتينيّة تعنى (أمام). و posterior تعنى (خلف). فعَلى سبيلِ المثال أصابع القدم تقع أمامَ كعب القدم لذلك نقول anterior أما المنطقة المأبضيّة فتقع خلفَ غظمة الرُضفة لذلك باللاتينية نقول posterior.
- superior باللاتينيّة تعنى (فوق). و inferior تعنى (تحت) فعَلى سبيلِ المثال فإنّ مَحجر العين يقع فوقَ أو في مستوى أعلى من الفم فنقول superior.بينما الحوض يقع أسفل البطن فنقول inferior.
- proximal باللاتينيّة تعنى قريب من الجذع بينما distal تعنى بعيداً عن الجذع. فعلى سبيل المثال فإنّ الكتِف يعتبر أقرب للجذع أكثر من الذراع فنقول proximal.بينما القدم تقع أبعد عن الجذع أكثر من الرُّكبة فنقول distal.
- superficial تعنى سطحى بالنسبة لسطحِ الجسم. بينما deep تعنى عميق بالنسبة للسطح.فعَلى سبيلِ المثال فإن الجلد يُعدُّ سطحياً بالنسبة للعظام فنقول superficial بينما المُخ يُعدُّ عميقاً بالنسبة للجُمجمة فنقول deep وفي بعضِ الأحيان يمكن استخدام "profound" بدلاً من deep فهيَ تحمل نفس المعنى «عميق».
- medial تعنى قريب بالنسبة للخط المُنَصِّف للجسم.بينما lateral تعنى بعيداً عن الخط المنصف للجسم.فعلى سبيلِ المثال فإنّ الأنف يُعتبَر أقرب لمنتصف الجسم أكثر من العين فنقولmedial.بينماإبهام اليد يبتعد عن منتصف الجسم أكثر من باقى الأصابع في الوضعية التشريحيّة القياسيّة فنقول lateral.
- ventral تعنى المُستَمد من ناحية البَطن أما dorsal فتعنى المُستمَد من ناحية الظهر أثناء تكوين الجنين وقبل التفاف أو دوران الأطراف.
- cranial تعنى القريب من الجمجمة بينما caudal تعنى «ذيْلى» أي القريب من القدم والبعيد عن الجمجمة.

في بعضِ الأحيان يتم استخدام كلمة sinster إشارةً لليسار.و dexter إشارةً لليمين.
paired بمعنى زوجى وتصف الأعضاء الموجودة بشكل ثنائي على كلا الطرفين من الجسد مثلَ الأيدى.

### المحاوِر
كل المصطلحات المكانية المذكورة سابقاً أعلاهُ يمكنها أن تحدد اتّجاه سهمى حينِ أنّ أيّ زوجٍ من تلكَ المصطلحات يمكنه تحديد المحاوِر والتي هيَ عبارة عن خطوط توجيهيّة فعَلى سبيل المثال باستطاعتنا أن نقول أنّ الدم يتدفّق من القريب proximal أو البعيد distal .وأيضاً أمامى خلفى anteroposterior .قريباً من منتصف الجسم وبعيداً عنهُ mediolateral.وكذلك من أسفل لأعلى "inferosuperior" وكل تلكَ المحاوِر تعتبر خطوطاً يمتدُّ الجسم خلالها مثل س، ص، ع محاور نظام الإحداثيات الديكارتيّة وكل محور يمتدّ إلى المستوى المقابل له.

### المستويات

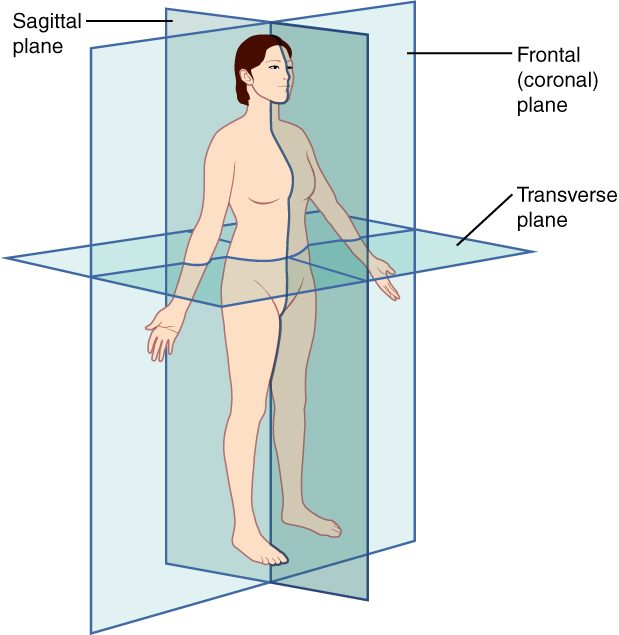
ملصق دعائي يوضح الثلاث مستويات التشريحية المستوى السهمى،المستوي المستعرض والمستوى الجبهى

التشريح عادةً ما يوصَف على شكل مستويات إشارةً إلى مقاطع من الجسم ثنائية الأبعاد.والمقطع هو عبارة عن سطح ثنائي الأبعاد لعضو من الجسم ثلاثىّ الأبعاد تمّ تقطيعه وأخذ مقاطع فيه.والمُستوى هو سطح تخيُّلِى ثنائي الأبعاد يمر خلال الجسم.و هناكَ ثلاثة مستويات مستخدمة في التشريح وفي الطّب بشكلٍ عام: :4وهي كالتّالى:
- الأول: المستوى السهمى Sagittal plane وهو ذلكَ المُستوى الذي يُقسِّم الجسم أو العضو طوليّاً إلى جانب أيمن وجانب أيسر.في حالة مرور هذا المستوى الطُّولى مُباشرةً من أعلى إلى أسفل ماراً بمنتصف الجسم تماماً فإنه يُطلق عليه مستوى سهمى نصفى midsagittal plane أو المستوى الوسطى أو المحورى median plane .وإذا قام بتقسيم الجسم إلى نصفين غير متساويين يميناً ويساراً فإنه يُسَمّى المستوى المجاوِر للسهمى parasagittal plane أو بشكل آخر ولكن أقل شيوعاً longitudinal section أيْ المقطع الطولى.
- الثاني: المستوى الجبهى frontal plane وهو ذلك المستوى الذي يقسم الجسم أو العضو إلى نصفين أمامى وخلفى.كما أنّ لهُ مُسمّى آخر وهو المستوى الإكليكى coronal plane نسبةً إلى corona والتي تعنى «تاج» باللاتينية.
- الُمُستوى المُستعرض: transverse plane وهو المستوى الذي يقسّم الجسم أو العضو عرضيّاً إلى جزء علوى وجزء سفلى ويمكن الإشارة إليه أيضاً بالمقطع العرضى cross-section.

## الحالة الوظيفية
يمكن استخدام المصطلحات التشريحيّة لوصف الحالة الوظيفية للعضو.[بحاجة لمصدر]
- مفاغرةs تشير إلى اتصال بين شيئين تم الفصل بينهما سابقاً مثلاً في حالة الأوعية الدمويّة كالشرايين والأورِدة.

patent تعنى أن شيئاً ما مثل شريان أو ورديد مازال مفتوحاً على غيرِ الطبيعىّ أي أنه لا يُفترض أن يكون مفتوحاً في الوقت الحالى مثلَ patent ductus arteriosus وهي أن تبقى القناة الشريانية مفتوحة والتي كانت من المفترض أن تُغلق متحولةً إلى الرباط الشريانى رباط شرياني في خلال ثلاثة أسابيع من الولادة. ومن الممكن أيضاً استخدام الكلمة patent إشارةً إلى قناة مثل الوعاء الدموى أو مقطع في الأمعاء أو جهاز تجميع والذي يظل مفتوحا متيحاً التدفق الحر وفي حالة الانسداد من الممكن أن يكون السبب حصاة كلويّة أو حصاة مراريّة أو ترسبات مثل التي تحدث في الشرايين القلبيّة والمُخيّة. أو يكون هناك سبب آخر للانسداد غير محدد مثل انسداد الأمعاء بكتلةٍ ما.
- A Plexus تعنى ترتيب العصب على شكل شبكة.

### الإختلافات التشريحيّة
مصطلح الاختلافات التشريحيّة يُستخدم للإشارة إلى تبايُن المكوّنات التشريحيّة والتي لا تُعدّ مرضاً.هناك الكثير من الأعضاء والتراكيب التي بها اختلافات طفيفة بين البشر في اماكنها فعلى سبيلِ المثال كالعضلات التي ربما يختلف مكان تواجدها بشكل طفيف بين البشر وبعضهم وقد تكون بعض العضلات مفقودة تماماً مثل palmaris longus أو العضلة الراحيّة الطويلة والتي قد تكون مفقودة في بعض البشر بشكلٍ لا يؤثر على مهامّ اليد أو حركتها وهذا يختلف تماماً عن العيوب الخِلقية والتي تُعتبر مرضاً حقيقياً وتؤثر على وظائف الأعضاء بالطبع.[بحاجة لمصدر]

## الحركة

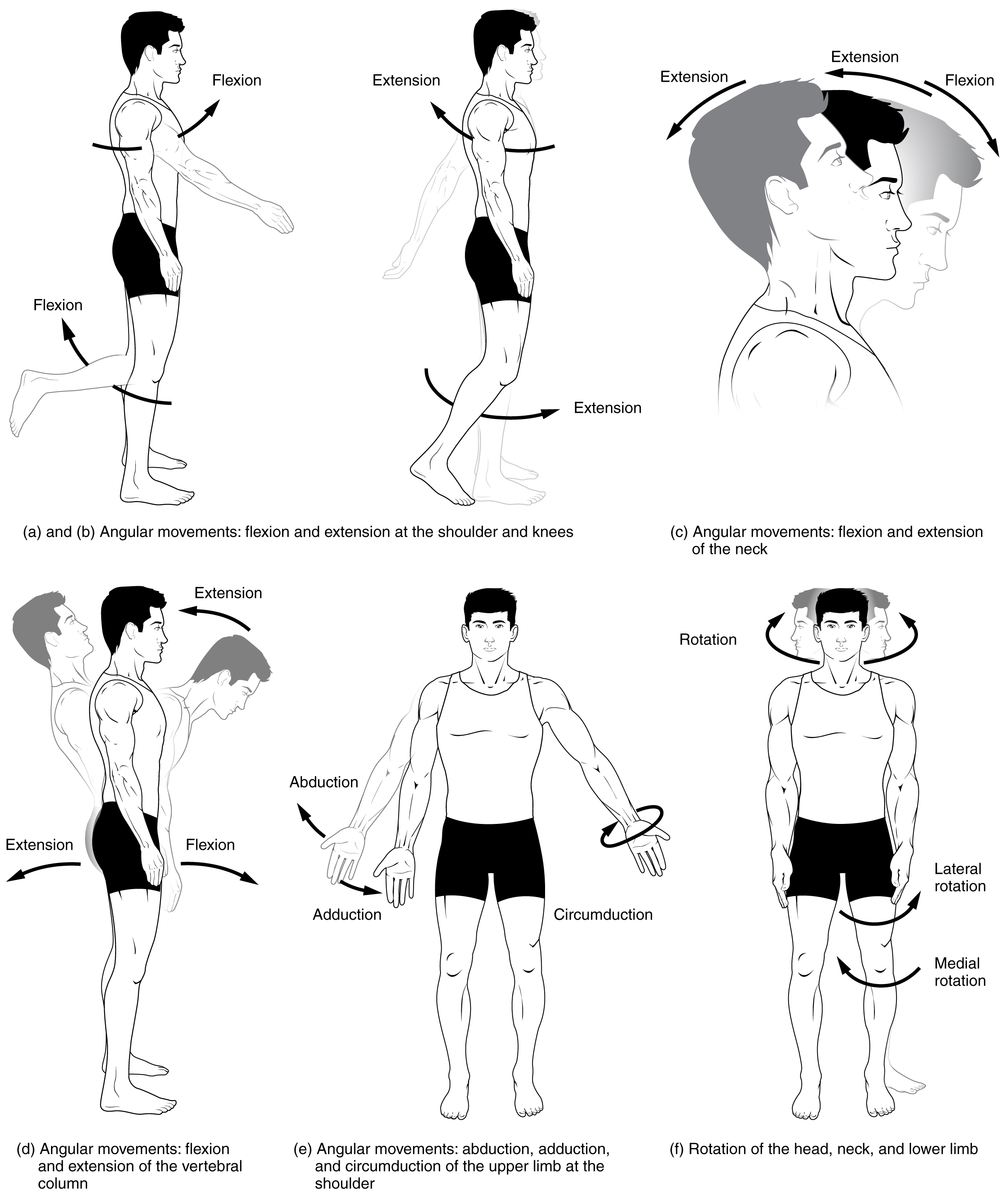

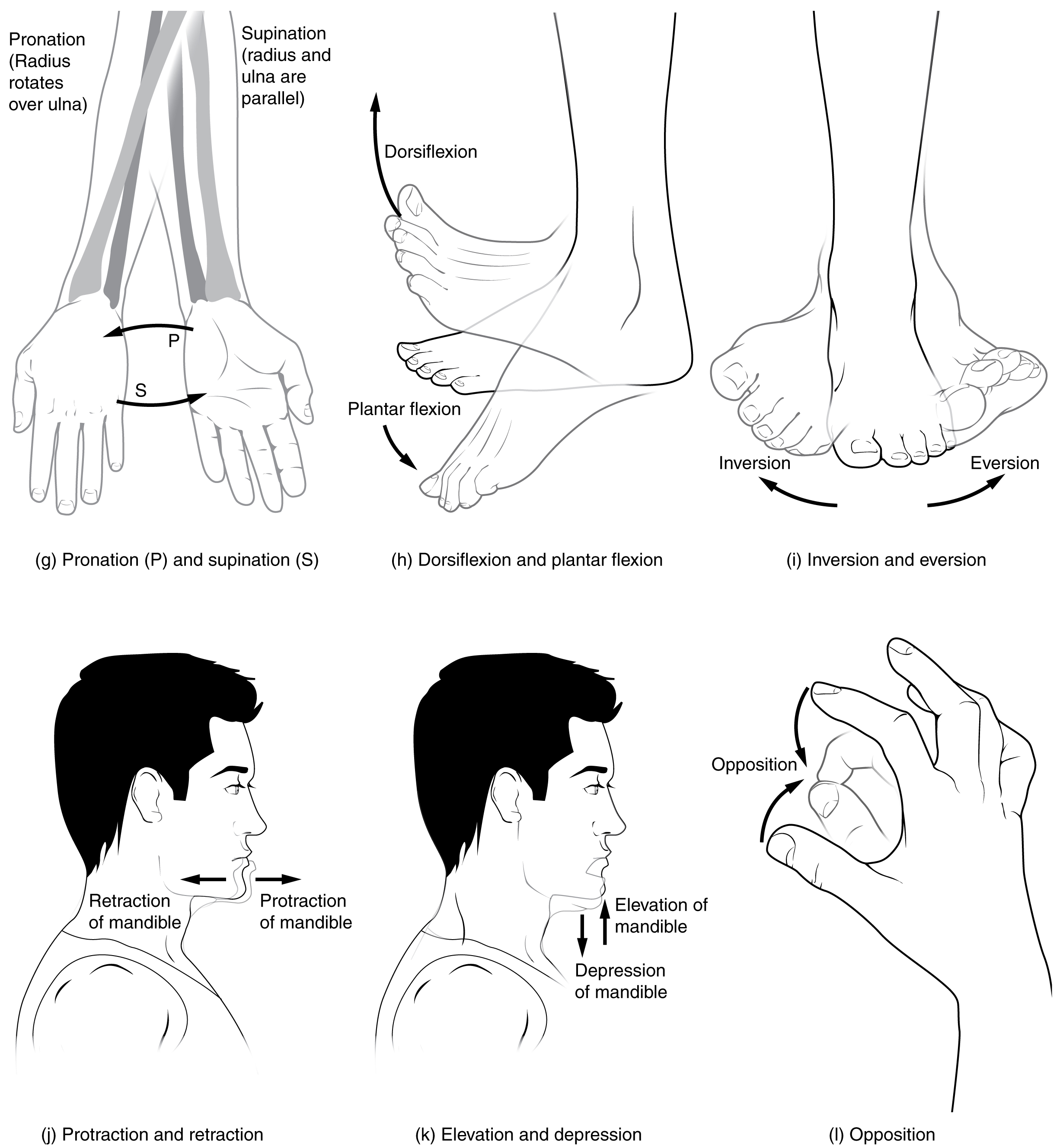

إن المفاصل وبالأخص المفاصل الزليلية تُتيح قدراً مهُولاً من الحركة للجسم وكل حركة على مستوى المفصل الزليلى تنشأ عن انقباض أوانبساط العضلات المرتبطة بالعظام على جانبىْ المِفصَل.نوع الحركة الناشئة على مستوى المفصل الزليلى تختلف على حسب شكل وتكوين المفصل نفسه.أنواع الحركة تكون مُقترنة بشكلٍ عام بحيث تكون أحدهما مقابِلةً للأخرى. ووصف حركة الجسم دائما ما يُوصَف على حسب الوضعيّة التشريحيّة النموذجيّة.الجسمُ منتصباً والطرفان العُلويّان على جانِبىْ الجِسم وباطنىْ اليدين متجهان للأمام.

### حركة الجسم بشكل عام
المصطلحات التي تصف حركة الجسم بشكل عام:
- flexion أي انثناء/ extension أي فرْد والمصطلحان يقومان بوصف الحركات التي تزيد "extension" أو تقلل "flexion" من الزاوية المتكوّنة بين أجزاء الجسم.على سبيل المثال فعند الوقوف تكون الرُّكبتان مفرودتان extended.
- adduction تعنى تقريب و abduction تعنى إبعاد عن المحور على الترتيب: ويشيران إلى الحركات التي تقوم بسحب جزء من الجسم بحيث يكون أقرب أو أبعد عن مُنتصف الجسم أو منتصف طرَف معيّن. فمثلاً في القفزة النجميّة تكون الساقان مبتعدان جدا عن الجسم.
- Internal rotation أو (medial rotation)الدوران الداخلى / والدوران الخارجى External rotation أو (lateral rotation) مصطلحان يشيران إلى الدوران تجاه وبعيدا عن مركز الجسم على الترتيب فمثلاً في وضع الآسانا في اليوجا تكون الساقان مستديرتان للخارج.
- elavation رفع و depression خفض مصطلحان يشيران إلى الحركات الحادثة مثلا على مستوى عظمة لوح الكتف وكذلك الفَك.

### حركات مميزة لليدين والقدمين
- dorsiflexion الانحناء الظهرانى و plantar flexion الانحناء الاخمصى يشيران إلى انثناء القدم على مستوى الكاحِل لأعلى ولأسفل على الترتيب مثل حركة القدم عند الضغط على فرامل السيارة.
- palmar flexion الانحناء الراحى والانحناء الظهرانى لليد (dorsiflexion) وهما مصطلحان يشيران لانثناء اليد على مستوى المعصم تجاه باطن اليد وظهرها على الترتيب..فمثلاً في الصلاة تكون اليدان في وضع الانحناء الظهرانى دائماً.
- pronation الكبّ / supination البسط هما مصطلحان يشيران إلى التفاف أو دوران الساعد أو القدم بحيث تكون اليد أو كف القدم مواجهان للأمام في حالة البَسط supination أو مواجهان للخلف في حالة الكَب pronation في الوضعية التشريحية النموذجية فعلى سبيل المثال عند التزلُّج لابد أن يجعل الشخص يديه في وضعيّة الكبّ حتّى يتمكّن من احكام قبضته على الزلّاجات.
- eversion الانقلاب للخارج / inversion الانقلاب للداخل وهي تلك الحركات التي تعمل على إمالة القدم بعيدا عن أو قريباً من الخط المُنصّفغ للجسم على الترتيب.

## العضلات

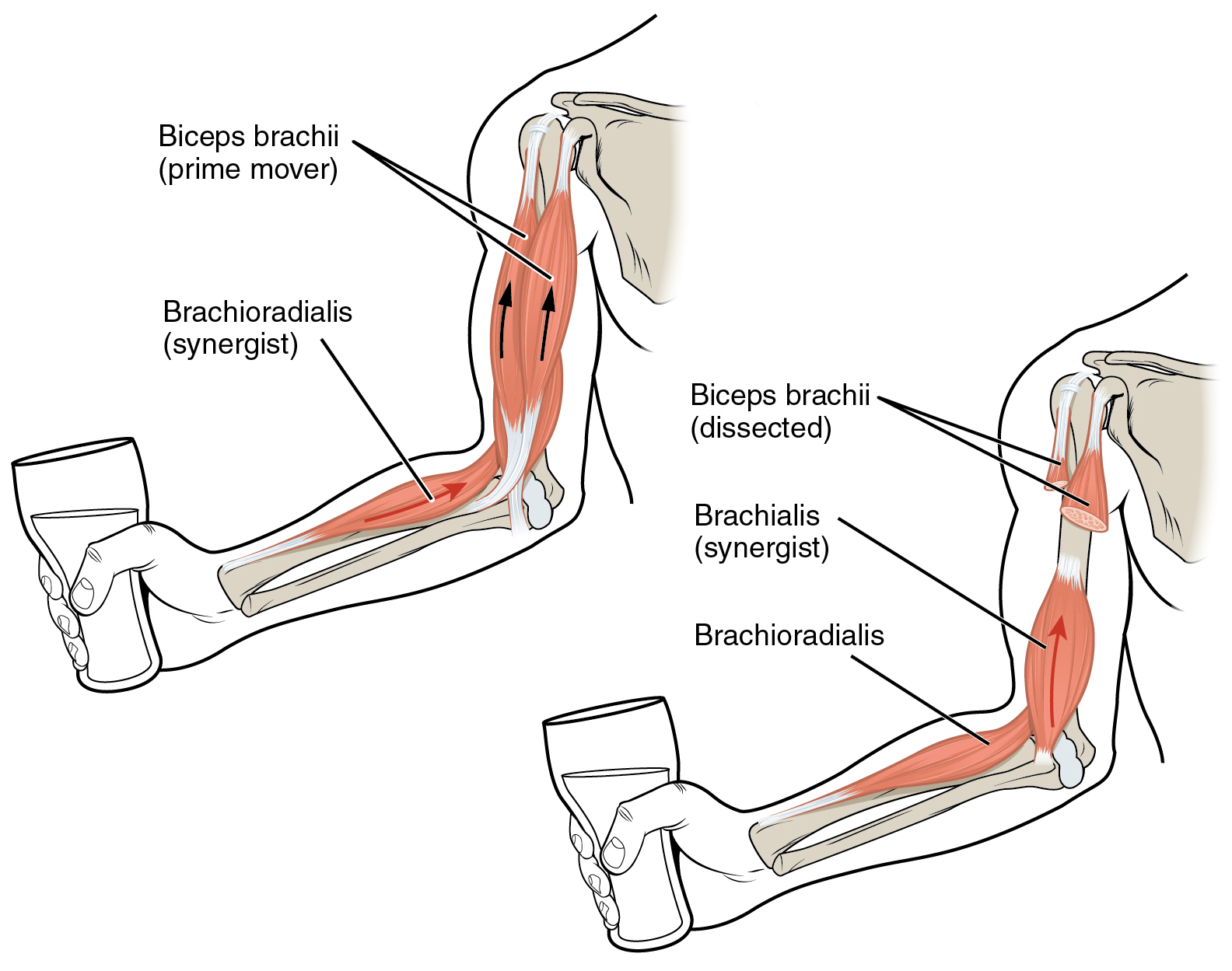
ملصق دعائي يوضح العضاة ذات الرأسين التي تقوم بثنى الجزء الأسفل من العضد والعضلة العضدية الكعبرية في الساعدوالعضلة العضدية والتي تقع تحت العضلة ذات الرأسين في الجزء العلوى من الذراع وكلتا العضلتين تقومان بمؤازة الأخرى للقيام بالحركة.

العضلات المسؤولة عن حركة الهيكل العظمى المحورى خلال العمل على مفاصل معيّنة تكون مُتّصلة بمكانين «مكان أصل العضلة ومكان ادراجها» فمكان ادراج العضلة insertion يقع على العظمة التي من المفترض أن تتحرك تجاه أصل العضلة origin أثناء انقباض العضلة.العضلات غالباً ما تشترك في أكثر من عمل واحد على مستوى المفصل نفسه فعلى سبيل المثال في حالة العضلة ذات الرأسين biceps والعضلة ذات الثلاث رؤوس triceps يمكنهما أنا يقوما بثني وبسط الساعد على الترتيب. هذا ليس من شأنه فقط عكس وظيفة العضلات ولكن أيضاً يعمل على تثبيت واستقرار تلك الحركات وتوازنها.

### العضلات الناهضة والعضلات المناهضة
العضلة التي تقوم بحركة معينة هي العضلة الناهضة  agonist أما العضلة التي بانقابضها تحدث الحركة العكسية لتلك الحركة تُسمّى المُناهضة  antagonist  .
فعلى سبيل المثال فإن عملية فرد الجزء الأسفل من الذراع تتم بواسطة العضلة ذات الثلاث رؤوس triceps فباستطاعتنا أن نسميها ناهضة agonist أما العضلة ذات الرأسين biceps والتي بانقباضها يحدث انحناء على نفس المفصل ففى هذه الحالة تُسمى مناهضة أو antagonist.العضلات التي تعمل معاً للقيام بنفس الحركة تُسمّى مؤازِرة synergist فالتطبيق على المثال السابق فإن العضلة المؤازرة للعضلة ذات الرأسين هي العضلة العضدية الكعبرية brachioradialis أو العضلة العضدية brachialis.

### العضلات الهيكلية والعضلات الملساء

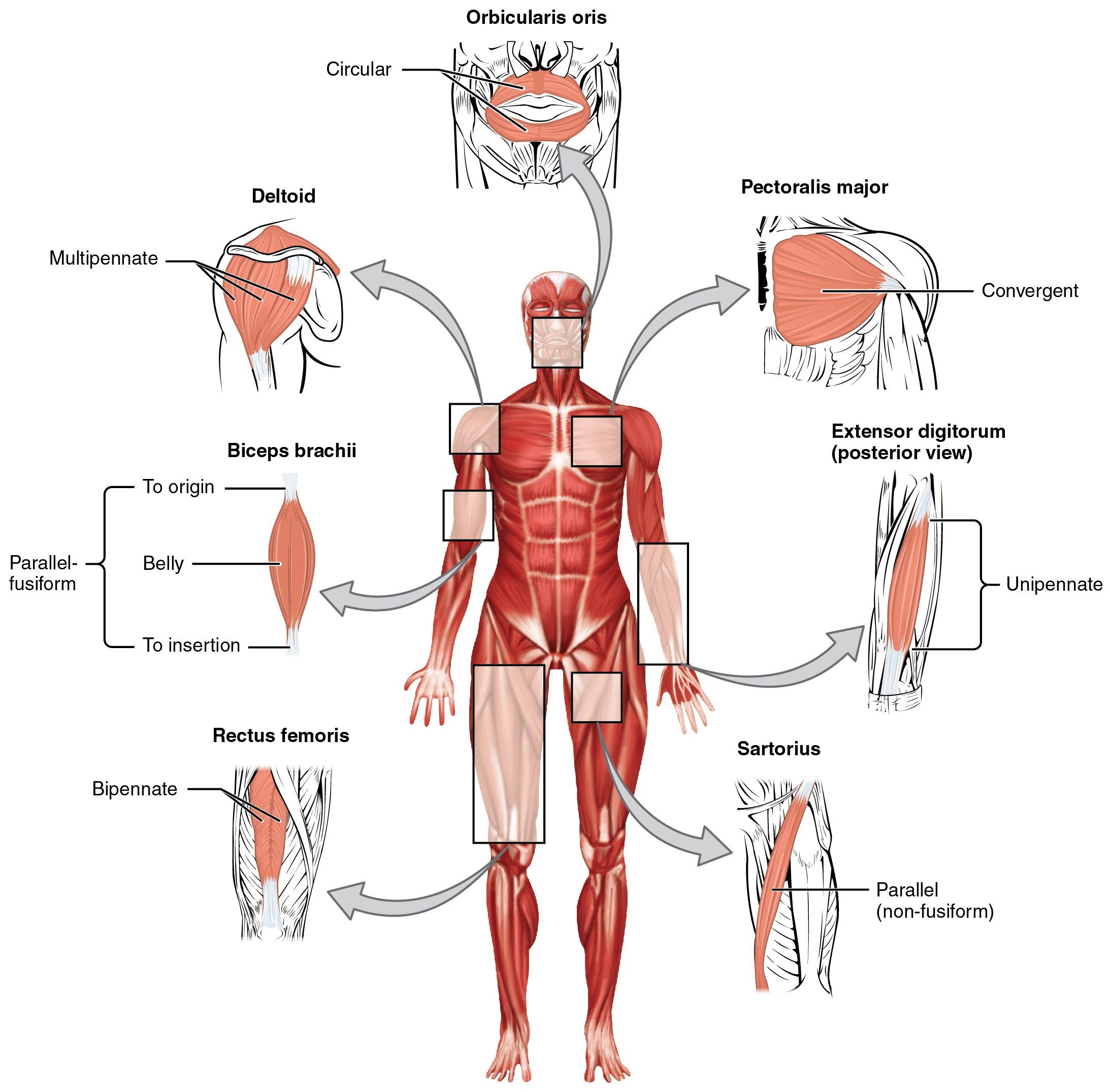
العضلات الهيكلية في الجسم تكون في سبع أشكال بشكل عام.هذا الملصق يوضح مجموعات العضلات في الجسم البشري.

إن التشريح الوصفى للعضلة هو أهم مؤشر على دورها ووظيفتها في الجسم.في أغلب العضلات تترتّب الألياف في نفس الاتجاه ممتدّة في خط يمتد من أصل العضلة origin حتى مكان ادراجها insertion.أما في العضلات الريشيّة pennate muscles فإن هناك وضعاً مختلفاً فبدلاً من أن تسير الألياف العضليّة في خطوط فإنها تنتظم في زوايا بالنسبة لمحور الحركة إلّا أنها تظل متصلة بأوتار تربطها بمكان أصل العضلة origin site ومكان ادراجها أو نهايتها insertion site.لأنّ العمل الكُلى للعضلة يعتمد على سحب الألياف العضلية بزاوية أثناء الانقباض فإن مقدار التغير في الطول يكون محدوداً.على الرغم من أنّ هذا الترتيب يتيحُ قدراً أكبر من العضلات وبالتالى قدراً أكبر من القوة بالنسبة لعضلة بحجمٍ معين.و بذلك غالباً ما نجد العضلات الريشيّة في أماكن يكون فيها طول العضلة هو الأقل أهميّة مقارنةً بأقصى قوة ممكنة كما هو الحال في العضلة المستقيمة الفخذيّة rectus femoris.
العضلات الهيكلية تترتّب بشكلٍ منفصل ومثالٌ لهذا العضلة ذات الرأسين العضدية.الغمد الليفى القاسى للعضلة الهيكلية يكون متصلاً ومتواصلاً مع الأوتار والتي بدورها تكون متصلة بطبقة السمحاق periosteum التي تغلّف العظام بشكلٍ يسمح بنقل القوة من العضلات للهيكل العظمى.وبهذا فإن هذه الليفيّة جنباً إلى جنب مع الأوتار والأربطة تُشكّل اللفافة العميقة من الجسم deep fascia.

## المفاصل
الحركة ليست محدودة على المفاصل الزليلية synovial joints فَعَلى الرغم من أنها تتيح الحرية الأكبر في الحركة فإن العضلات أيضاً تمر خلال ارتفاقات والتي من شأنها اتاحة الحركة فعلى سبيل المثال في العمود الفقرى وذلك من خلال الضغط على الأقراص الفقرية intervertebral discs.بالإضافة إلى ذلك فإن المفاصل الزليلية يمكن أن تُقسّم إلى أنواع كثيرة على حسب محاور الحركة.[بحاجة لمصدر]

## الأغشية

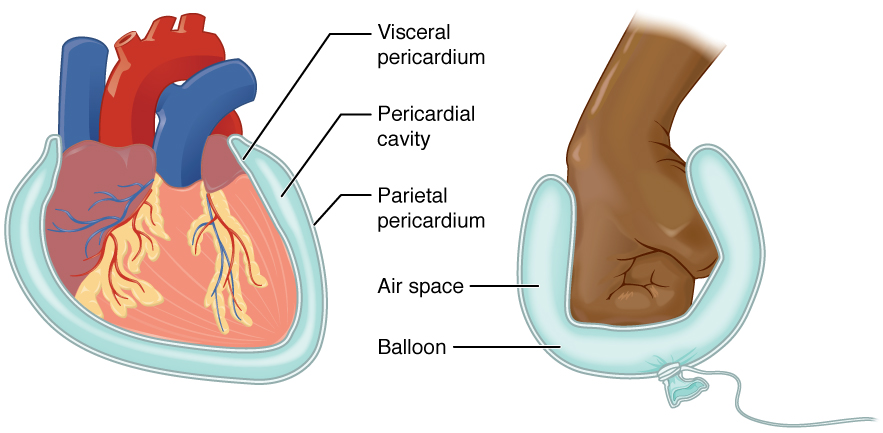
الأغشية المصلية

الأغشية المصلية serous membranes هي أغشية رقيقة جدا تغطى جدران الأعضاء من الخارج في تجاويف الصدر والبطن. كما أن الأغشية المصلية تتميز بأنها ذات طبقتين. طبقة جداريّة parietal تغلّف جدران تجويف الجسم وطبقة حشوية visceral والتي تغطى الأعضاء أو الأحشاء مباشرةً وما بين الطبقتين هناك تجويف صغير جدا يحتوى على سائل مصلى serous fluid. فعلى سبيل المثال فإن غشاء التّامور pericardium هو تجويف مصلى serous cavity يحيط بالقلب. وفي النهاية فإنّ visceral حشوى وparietal جدارى يصفان المكوّنات الجسم التي لها علاقة بعضو معين أو جدران تجاويف الجسم على الترتيب فعلى سبيل المثال فإن البريتون الجدارى parietal peritoneum يُحيط بجدار البطن.

## التصغير
تُستعمل صيغة التصغير كثيراً في المصطلحات الطبية، للدلالة على دِقّة الشيء أو صِغَر حجمه، ومن ذلك البطين الأيمن، والشعيرات الدموية، والبويضة، وكريات الدم الحمراء.